# Interracial Icon
Interracial Icon — серия американских порнографических фильмов, снятых студией Blacked в жанре межрасовой порнографии.

## Описание
Каждый фильм серии состоит из четырёх сцен в жанре межрасовой порнографии, ранее выходивших на официальном сайте студии. Помимо традиционных сцен секса между одной парой, тематика фильмов достаточно обширна и включает в себя сцены ЖМЖ- и МЖМ-триолизма и группового секса.

## Отзывы и награды
Рецензент сайта Adult DVD Talk ставит фильму четыре с половиной звезды, отмечая, что данный фильм «Это очень сексуальная, очень чувственная особенность». Дон Хьюстон (англ. Don Houston) из XCritic ставит первому фильму серии отметку «Рекомендовано» и критически отзывается о слабых дополнительных материалах и проблемах с освещением. Тод Хантер (Tod Hunter) из AVN ставит фильму три с половиной звезды, в заключение отметив «Всё ещё не эксплуатируемая и стильная, линия Blacked.com продолжает создавать качественные сцены». В рецензии к четвёртому фильму серии критик Роджер Т. Пайп (Roger T. Pipe) отзывается о нём: «Это усыпанная звёздами коллекция из четырёх сцен, в которых фигурируют красивые женщины, интенсивная сексуальная энергия и одни из самых больших мужских талантов» и особо отмечает первые две сцены с участием актрис Абеллы Дейнджер, Карли Грей, Кейши Грей (первая сцена), Анджелы Уайт и Лины Пол (вторая сцена).
В августе 2017 года серия выигрывает первую награду — Urban X Award в категории «Лучший межрасовый сериал». В январе 2018 года четвёртый и пятый фильмы серии удостоены наград AVN Awards и XBIZ Award как лучшие межрасовые фильмы. В июле этого же года серия одерживает победу на XRCO Award как «Лучший этнический сериал». В январе 2019 года фильм Interracial Icon 6 одерживает победу в номинации AVN Awards как «Лучший межрасовый фильм». В январе 2020 года серия награждена AVN Awards как «Лучший этнический/межрасовый сериал или канал».

## Список фильмов
| Год  | Фильм               | Актёрский состав |
| ---- | ------------------- | --- |
| 2014 | Interracial Icon    | Капри Каванни, Реми Лакруа, Чери Девилль, Элли Рэй, Джейсон Браун, Принц Иешуа и Роб Пайпер |
| 2015 | Interracial Icon 2  | Анджела Уайт, Джейд Найл, Кендра Ласт, Лейна Лэндри, Шанель Престон, Джейсон Браун, Майкл Уильямс и Флэш Браун                                                                                               |
| 2016 | Interracial Icon 3  | Валентина Наппи, Кайли Пейдж, Лана Роудс, Лили Лабо, Лия Готти, Огаст Эймс, Айзея Максвелл, Джейсон Браун, Роб Пайпер и Флэш Браун                                                                           |
| 2017 | Interracial Icon 4  | Абелла Дейнджер, Анджела Уайт, Карли Грей, Кейша Грей, Кимберли Мосс, Лина Пол, София Леоне, Джейсон Браун, Джосс Лескаф и Рики Джонсон                                                                      |
| 2017 | Interracial Icon 5  | Брэнди Лав, Кендра Сандерленд, Кира Нуар, Лана Роудс, Николь Энистон, Джейсон Браун, Мандинго, Роб Пайпер и Флэш Браун                                                                                       |
| 2017 | Interracial Icon 6  | Аня Олсен, Ариана Мари, Каденс Люкс, Кендра Сандерленд, Меган Рэйн, Тали Дова, Айзея Максвелл, Джейсон Браун, Джован Джордан, Джон Джонсон, Мо Джонсон, Нэт Тёрнхер, Принц Иешуа, Рики Джонсон и Рико Стронг |
| 2017 | Interracial Icon 7  | Вайолет Старр, Меган Рэйн, Миа Малкова, Эльза Джин, Джейсон Браун, Джейсон Лав, Джосс Лескаф, Принц Иешуа и Флэш Браун                                                                                       |
| 2018 | Interracial Icon 8  | Анджела Уайт, Джада Стивенс, Кэгни Линн Картер, Лана Роудс, Джейсон Браун, Джейсон Лав, Джекс Слейхер и Кэш Босс                                                                                             |
| 2018 | Interracial Icon 9  | Алекса Грейс, Аполония Лапьедра, Бри Дэниелс, Кендра Сандерленд, Тали Дова, Тори Блэк, Джейсон Лав, Джекс Слейхер и Джосс Лескаф                                                                             |
| 2019 | Interracial Icon 10 | Алина Лопес, Джейд Найл, Лина Пол, Райли Рид, Эвелин Клэр, Айзея Максвелл, Дарвин Слимпоук, Джейсон Браун, Джейсон Лав, Джекс Слейхер, Джосс Лескаф, Дирк Хьюдж, Луи Смоллс, Принц Иешуа и Севьян Харден     |
| 2019 | Interracial Icon 11 | Алина Лопес, Вики Чейз, Джиа Пейдж, Синдерелла, Тиана Трамп, Джекс Слейхер, Джосс Лескаф, Мандинго и Роб Пайпер                                                                                              |
| 2019 | Interracial Icon 12 | Джина Валентина, Лия Готти, Лия Сильвер, Марли Бринкс, Джейсон Браун, Джейсон Лав, Джосс Лескаф и Роб Пайпер                                                                                                 |
| 2019 | Interracial Icon 13 | Джесса Роудс, Карли Грей, Кендра Сандерленд, Миа Мелано, Джейсон Лав, Дредд, Луи Смоллс и Фредди Гонг |
| 2020 | Interracial Icon 14 | Бри Дэниелс, Габби Картер, Джои Уайт, Лина Андерсон, Райли Рид, Сэми Уайт, Тиффани Тейтум, Эмили Уиллис, Даррелл Дипс, Джейсон Лав, Джекс Слейхер, Прешер и Фредди Гонг                                      |

## Награды и номинации
| Год  | Награда           | Результат | Категория | Фильм                                             |
| ---- | ----------------- | --------- | --- | ------------------------------------------------- |
| 2017 | AVN Award         | Номинация | Лучший межрасовый фильм | Interracial Icon 2                                |
| 2017 | NightMoves Award  | Номинация | Лучший этнический/межрасовый фильм | Interracial Icon 4                                |
| 2017 | Urban X Award     | Победа    | Лучший межрасовый сериал | Interracial Icon                                  |
| 2017 | XBIZ Award        | Номинация | Межрасовый фильм года | Interracial Icon 2                                |
| 2018 | AVN Award         | Победа    | Лучший межрасовый фильм | Interracial Icon 4                                |
| 2018 | AVN Award         | Номинация | Лучший этнический/межрасовый сериал | Interracial Icon                                  |
| 2018 | Fleshbot Award    | Победа    | Лучшая сцена группового секса (Абелла Дейнджер, Карли Грей, Кейша Грей, Джейсон Браун и Рики Джонсон)                                                | Interracial Icon 4                                |
| 2018 | NightMoves Award  | Номинация | Лучший этнический/межрасовый фильм | Interracial Icon 6                                |
| 2018 | Urban X Award     | Победа    | Лучшая парная сцена (Миа Малкова и Джейсон Лав) | Interracial Icon 7                                |
| 2018 | XBIZ Award        | Номинация | Межрасовый фильм года | Interracial Icon 3                                |
| 2018 | XBIZ Award        | Номинация | Межрасовый фильм года | Interracial Icon 4                                |
| 2018 | XBIZ Award        | Победа    | Межрасовый фильм года | Interracial Icon 5                                |
| 2018 | XCritic Award     | Номинация | Лучший сборник короткометражных фильмов | Interracial Icon 6                                |
| 2018 | XCritic Award     | Номинация | Лучший режиссёр — короткометражные фильмы (Грег Лански)                                                                                              | Interracial Icon 6                                |
| 2018 | XRCO Award        | Победа    | Лучший этнический сериал | Interracial Icon                                  |
| 2019 | AVN Award         | Номинация | Лучшая сцена группового секса (Алекса Грейс, Кендра Сандерленд, Тали Дова, Джейсон Лав и Джекс Слейхер)                                              | Interracial Icon 9                                |
| 2019 | AVN Award         | Победа    | Лучший межрасовый фильм | Interracial Icon 6                                |
| 2019 | AVN Award         | Номинация | Лучший этнический/межрасовый сериал | Interracial Icon                                  |
| 2019 | Fleshbot Award    | Номинация | Фильм года | Interracial Icon 10                               |
| 2019 | NightMoves Award  | Номинация | Лучший этнический/межрасовый фильм | Interracial Icon 9                                |
| 2019 | XBIZ Award        | Номинация | Сериал-виньетка года | Interracial Icon                                  |
| 2019 | XBIZ Europa Award | Номинация | Лучшая сцена секса — гламкор (Аполония Лапьедра и Джосс Лескаф)                                                                                      | Interracial Icon 9                                |
| 2019 | XRCO Award        | Номинация | Лучший межрасовый сериал | Interracial Icon                                  |
| 2020 | AVN Award         | Номинация | Лучшая гэнгбэнг-сцена (Лина Пол, Айзея Максвелл, Дарвин Слимпоук, Джейсон Браун, Джейсон Лав, Джекс Слейхер, Дирк Хьюдж, Луи Смоллс и Севьян Харден) | Interracial Icon 10 (за сцену Anything for Daddy) |
| 2020 | AVN Award         | Победа    | Лучший этнический/межрасовый сериал или канал | Interracial Icon                                  |
| 2020 | XBIZ Award        | Номинация | Сериал-виньетка года | Interracial Icon                                  |
| 2020 | XRCO Award        | Номинация | Лучший продолжающийся смешанный сериал | Interracial Icon                                  |